# Kapsisiywa
Kapsisiywa ist ein kenianisches Dorf im Nandi District. Es liegt einige Kilometer nördlich von Kapsabet.

## Persönlichkeiten
- Dennis Kipruto Kimetto (* 1984), Leichtathlet
- Eliud Kipchoge (* 1984), Leichtathlet
- Patrick Sang (* 1964), Leichtathlet